# Hồ Black Butte
Hồ Black Butte là một hồ nhân tạo ở các hạt Tehama và Glenn, California, Hoa Kỳ. Hồ này được tạo ra từ Rạch Stony năm 1963 khi Quân đoàn Kỹ sư Quân đội Hoa Kỳ hoàn thành Đập Black Butte. Đập này nằm cách Orland khoảng 9 miles (14.5 km) về phía tây. Khi đầy nước, hồ này dài 7 miles (11.3 km) và có chu vi bờ 40 miles (64.4 km) và diện tích bề mặt 4,460 acres (18 km²). Đập và hồ nước được tạo ra để ngăn lũ cho các thị xã tại đây cũng như để cung cấp nước cho nông nghiệp.